# Lem (Dinamarca)
Lem es una localidad situada en el municipio de Ringkøbing-Skjern, en la región de Jutlandia Central (Dinamarca), con una población estimada a principios de 2012 de unos 1422 habitantes.
Se encuentra ubicada al oeste de la península de Jutlandia, junto a la albufera de Nissum Bredning y la costa del mar Báltico.